# Mochlus mabuiiformis
Mochlus mabuiiformis (вертлявий сцинк мабуєподібний) — вид сцинкоподібних ящірок родини сцинкових (Scincidae). Мешкає в Сомалі і Кенії.

## Поширення і екологія
Mochlus mabuiiformis мешкають в прибережних районах на півдні Сомалі, в регіонах Середня Джуба і Середня Шабелле, а також в Кенії, в гирлі річки Тана. Вони живуть в прибережних чагарникових заростях. Живляться безхребетними. Відкладають яйця.